# Corry Tendeloo
Nancy Sophie Cornélie "Corry" Tendeloo (Tebing Tinggi, 3 de setembro de 1897 – Wassenaar, 18 de outubro de 1956) foi uma advogada, feminista e política neerlandesa que atuou na Segunda Câmara pela Liga do Pensamento Livre Democrático (VDB) entre 1945 a 1946, e depois pelo recém-formado Partido do Trabalho (PvdA) até sua morte em 1956. Nascida nas Índias Orientais Neerlandesas, Tendeloo estudou Direito na Universidade de Utreque, período em que fez contato com pessoas do movimento pelos direitos das mulheres. Ela se tornou politicamente ativa na década de 1930 e foi eleita para o Conselho Municipal de Amsterdã pelo VDB em 1938. Após Segunda Guerra Mundial, Tendeloo foi nomeada membro da Segunda Câmara do VDB no parlamento nacional de emergência, formado para reconstruir o país e organizar eleições. Em 1946, o VDB fundiu-se com outros partidos no PvdA, que Tendeloo representava no parlamento. Ela se sentou em dois comitês selecionados e falou a favor das questões dos direitos das mulheres.
Ela ajudou a garantir o sufrágio universal para as colônias neerlandesas Suriname e Curaçau em 1948. No início de 1955, ela defendeu com sucesso a igualdade salarial e, mais tarde, naquele ano, apresentou uma moção parlamentar para abolir a proibição do emprego estatal para mulheres casadas. No ano seguinte, ela foi fundamental na introdução de uma legislação que daria início ao fim da versão neerlandesa da couverture, uma doutrina legal do século XIX segundo a qual as mulheres casadas eram consideradas incompetentes para agir em seu próprio nome e eram impedidas de realizar atos como abrir um conta bancária sem a permissão do marido. Tendeloo morreu em outubro de 1956, antes que qualquer uma das questões de direitos das mulheres pelas quais ela lutou se tornasse lei. Ela foi amplamente esquecida após sua morte, mesmo durante a segunda onda do feminismo nas décadas de 1960 e 1970. No século XXI, esforços foram feitos para tornar suas realizações mais conhecidas.

## Primeiros anos
Nancy Sophie Cornélie "Corry" Tendeloo nasceu em 3 de setembro de 1897 em Tebing Tinggi, em Sumatra, parte das Índias Orientais Neerlandesas. Sua mãe, Jeanne Cornélie Stamm'ler veio de uma família abastada, assim como seu pai, um alto funcionário público chamado Henri Tendeloo. Quando ela tinha cinco anos, seu pai morreu e sua mãe se mudou com seus três filhos para Países Baixos. Corry frequentou a escola primária em Amersfoort e a escola secundária em Leida. Em 1916, a família mudou-se para Utrecht. Dois anos depois, ela obteve um diploma de professora de inglês e começou a dar aulas em uma escola secundária local, cargo que ocupou até 1921. Ela também se tornou tradutora juramentada de inglês. Em 1919, Tendeloo começou a estudar Direito na Universidade de Utreque, graduando-se em 1924. Como estudante, ela conheceu ativistas dos direitos das mulheres e representou a Associação Feminina de Estudantes de Utrecht no Conselho das Mulheres Neerlandesas.
Durante seus dias de estudante, o movimento das mulheres estava diminuindo. A primeira onda de feminismo no Países Baixos concentrou-se no direito das mulheres de votar e se candidatar ao parlamento. Depois que essas demandas se tornaram lei em 1919, um número menor de feministas continuou a luta pela igualdade em outros aspectos da vida. Em 1924, Tendeloo ingressou no escritório de advocacia Pieren & Folkers e, em 1927, começou a exercer como advogada independente em Amsterdão, especializando-se em questões femininas, incluindo divórcio. Ela também encontrou casos envolvendo desigualdades femininas enquanto trabalhava pro bono (sem pagamento) para Vereniging Ons Huis, uma associação de promoção da habitação social. Ela se ofereceu como secretária para a Dutch Women's Club, cargo que ocupou até 1937. Ela morava na cooperativa habitacional The New House, um complexo de apartamentos para mulheres solteiras em Amsterdão, também atuando como presidente.

## Carreira política

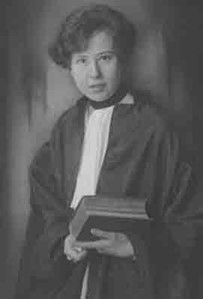
Tendeloo em 1926

Na década de 1930, Tendeloo tornou-se politicamente ativa. Ela se juntou à Liga do Pensamento Livre Democrático (VDB), um partido político fundado em 1901 em uma plataforma que enfatiza o sufrágio universal. Ela também se juntou à Association of Women with Higher Education (VVAO) e foi nomeada para um papel de liderança em 1933. A posição central da VVAO era que as mulheres pudessem levar uma vida plena por meio de realizações acadêmicas e sem precisar se casar. A organização criticou as restrições estatais ao direito das mulheres casadas de procurar emprego. Tendeloo também aderiu à Association for Women's Interests and Equal Citizenship (VVGS) e tornou-se presidente de seu comitê de jovens. Ambas as organizações foram fundadas para promover a igualdade de direitos das mulheres e a participação das mulheres na vida pública e no progresso da sociedade; eles promoveram a mudança em três etapas: conscientização, igualdade legal e igualdade prática.
Como presidente do comitê de jovens da VVGS, Tendeloo e outras feministas, como Willemijn Posthumus-van der Goot, organizaram protestos em todo o país em 1937, quando o parlamento discutiu o projeto de lei do ministro Carl Romme para proibir mulheres casadas de empregos remunerados. Por causa do papel de Tendeloo nos protestos, VDB a nomeou como candidata nas eleições para Conselho Provincial Neerlandês do Norte. Embora não tenha conquistado uma cadeira, seu desempenho lhe rendeu um lugar na lista de candidatos nas eleições para o Conselho da Cidade de Amsterdão. Tendeloo foi eleita para o Conselho Municipal de Amsterdão em 1938 e permaneceu ativa na VVGS, fazendo campanha para que os homens vissem as mulheres como iguais na força de trabalho que poderiam contribuir para o progresso da sociedade, não apenas para a vida familiar. Ela disse que, uma vez que a visão da sociedade sobre as mulheres mudasse, as leis discriminatórias e desatualizadas seriam reescritas. Em 1941, os processos da Câmara Municipal foram suspensos pelo regime de ocupação alemão durante a Segunda Guerra Mundial. Quando os membros do conselho judeu foram demitidos como parte do Holocausto, ela expressou simpatia.

## Segunda Câmara
Após a guerra, Tendeloo retornou à Câmara Municipal de Amsterdão, e em novembro de 1945, foi nomeada para a Segunda Câmara do VDB no parlamento nacional de emergência, formado para reconstruir o país e organizar eleições. Um comitê nomeou membros para substituir aqueles que renunciaram ou foram mortos durante a guerra. Tendeloo foi escolhida para ocupar a cadeira de Betsy Bakker-Nort, uma feminista que ela admirava e que havia sido eleita parlamentar em 1922 após fazer campanha pelo sufrágio feminino e que não retornou ao parlamento depois de ter sido internada em campos de concentração nazistas. Tendeloo continuou sua prática jurídica enquanto trabalhava na Câmara Municipal e na política nacional. Ela renunciou ao Conselho Municipal de Amsterdã em setembro de 1946. Após a fusão do VDB com o Partido Social Democrata dos Trabalhadores (SDAP) e a União Democrata Cristã (CDU) em 1946, sua filiação foi automaticamente transferida para o recém-formado Partido do Trabalho (PvdA). Na lista de candidatos do PvdA para as eleições de 1946, ela ficou em terceiro lugar entre cinco para o ex-partido VDB. O PvdA conquistou 29 dos 100 assentos, tornando-se o segundo maior partido depois do Partido Popular Católico (KVP), com o qual formou um governo de coalizão. Tendeloo foi a única representante feminina do PvdA. Logo após as eleições, ela se juntou à comissão do PvdA para elaborar um manifesto para o partido recém-formado. Tendeloo iniciou uma coluna regular chamada "Parlementaria" na revista mensal do VVGS, escrevendo sobre notícias políticas; ela continuou a fazê-lo até abril de 1956.
Em 1946, Tendeloo criticou o Ministério de Assuntos Sociais por encomendar pesquisas sobre a escassez de trabalhadoras, argumentando que antes da guerra, o governo dissuadiu ativamente as mulheres de participar da força de trabalho, e concluiu dizendo que o lugar das mulheres era em casa. Tendeloo concluiu que o governo mudou sua postura em relação às mulheres no mercado de trabalho com base nas necessidades do mercado de trabalho. Em 1947, Tendeloo tentou, sem sucesso, impedir uma decisão ministerial apresentada pelo ministro da Administração Interna, Louis Beel, pedindo aos ministérios que restringissem a contratação de mulheres casadas. Em 1948, ela foi bem sucedida, juntamente com Wim de Kort, para garantir o sufrágio universal para Suriname e Curaçau, tendo a palavra "masculino" eliminada do projeto de lei para a nova carta para as colônias neerlandesas. Em 1952, ela desistiu de seu trabalho legal e ficou ausente do parlamento por quase um ano depois que ela foi diagnosticada com câncer de mama. Em fevereiro de 1953, foi nomeada presidente do Comitê de Orçamento de Justiça da Segunda Câmara, onde permaneceu até setembro. Ela atuou como vice-presidente do Comitê de Justiça até outubro de 1956, trabalhando em um novo código civil. Para destacar a diferença de oportunidades para homens e mulheres, ela se candidatou, usando um pseudônimo tax academy, em Roterdão, que era então aberto apenas aos homens. A discussão a seguir na mídia, onde a candidata foi chamada de 'Srta. X', e no parlamento, resultou na abertura do governo intitulado tax academy para as mulheres em 1954. Nesse mesmo ano, foi concedida a Tendeloo um título de cavalaria na Ordem do Leão Neerlandês.

### Discussões sobre igualdade salarial
Em março de 1955, Tendeloo debateu a igualdade salarial na Segunda Câmara. Em uma coluna no jornal Het Vrije Volk, ela argumentou que o movimento pelos direitos das mulheres começou a defender a igualdade salarial em 1898 e apresentou seu caso na Sociedade das Nações, ligado à Organização das Nações Unidas (ONU) e, finalmente, na Organização Internacional do Trabalho (OIT), que em 1951 adotou o Equal Remuneration Convention. O governo neerlandês aceitou a igualdade salarial em princípio, mas se opôs à ratificação e execução, alegando que a diferença salarial de 30% deveria ser eliminada ao longo do tempo e não de uma só vez. Tendeloo argumentou que a convenção não exigia o fechamento imediato da diferença salarial. Ela e três outras mulheres concordaram com o governo que a introdução deveria ser gradual; Tendeloo sugeriu mais de oito anos. O governo também alegou que cabia ao setor privado priorizar a igualdade salarial; Tendeloo argumentou que qualquer coisa que envolvesse os direitos das mulheres acabaria no final da lista de prioridades. Quando o governo disse que a igualdade salarial prejudicaria a economia, Tendeloo destacou que, se alguma vez, houve um momento para lidar com o custo da justiça social, foi enquanto a economia estava crescendo. Tendeloo apresentou uma moção, com outras seis, pedindo ao governo que ratifique e execute a Convenção sobre Igualdade de Remuneração o mais rápido possível. A moção foi aprovada com 47 votos a favor e 39 contra, com votos cruciais a favor vindos do partido de Christine Wttewaall van Stoetwegen, a União Histórica Cristã (CHU). O governo não se manifestou quanto a isso.

### Movimento Tendeloo
Em setembro de 1955, Tendeloo apresentou o projeto intitulado "Movimento Tendeloo", que teve como objetivo acabar com a demissão obrigatória das funcionárias públicas depois de casadas. Desde 1924, uma lei proibia as mulheres casadas de trabalhar para o Estado, isto é, em partes, pois o foco principal da legislação era assegurar sua presença com a família e economizar dinheiro durante a Grande Depressão. Na década de 1930, o governo de Hendrik Colijn escreveu propostas para proibir mulheres casadas de trabalhar também no setor privado, mas elas não foram implementadas. Durante e após a Segunda Guerra Mundial, com grande escassez de mão de obra, a lei foi contornada ao oferecer às mulheres casadas demitidas um contrato temporário. Em 1950, menos de 2% das mulheres casadas trabalhavam.
Tendeloo levantou a questão da desigualdade no local de trabalho ao longo de seu mandato no parlamento; em setembro de 1955, ela forçou uma interpelação durante uma discussão sobre uma proposta de lei para professoras. Tendeloo argumentou que a posição do governo em manter a demissão obrigatória de professoras casadas, embora com mais isenções do que antes, estava fora de contato com a sociedade. Seu principal argumento era que deveria ser uma decisão para o casal, acrescentando que era "uma restrição à liberdade pessoal que considero antidemocrática".  Ela terminou seu discurso pedindo ao governo que revise sua posição com o conselho "uma falta confessada é uma falta reparada". O governo argumentou que parecia física e psicologicamente irresponsável para uma mulher combinar família com trabalho. Decepcionada com esta resposta, Tendeloo fez seu movimento, junto com Jeanne Fortanier-de Wit.
Após dias de debate, durante os quais membros de partidos religiosos argumentaram que a remoção da proibição prejudicaria o bem-estar das famílias, o "Movimento Tendeloo" foi colocado em votação em 22 de setembro de 1955. A moção de duas linhas afirmou que a Câmara era da opinião de que o estado não deveria proibir o emprego de mulheres casadas, barrar casos de abuso, e convidou o governo a revisar todas as leis contra seu emprego. Beel instou a Câmara a não aceitar a moção, mas disse que não era inaceitável. A moção foi aprovada com 46 votos a favor e 44 contra, em grande parte nas linhas partidárias: todos os membros do PvdA, Partido Comunista dos Países Baixos (CPN) e Partido Popular para a Liberdade e Democracia (VVD) votaram a favor. Todas as dez representantes femininas votaram a favor e dos partidos religiosos, quatro homens votaram a favor. Imediatamente após o anúncio da contagem dos votos, Beel parabenizou Tendeloo. Os jornais relataram no dia seguinte que, se dez membros ausentes tivessem votado, a moção ainda teria sido aprovada, por 52 a 48 votos, com base nas opiniões expressas dos ausentes.

### Fim do poder conjugal

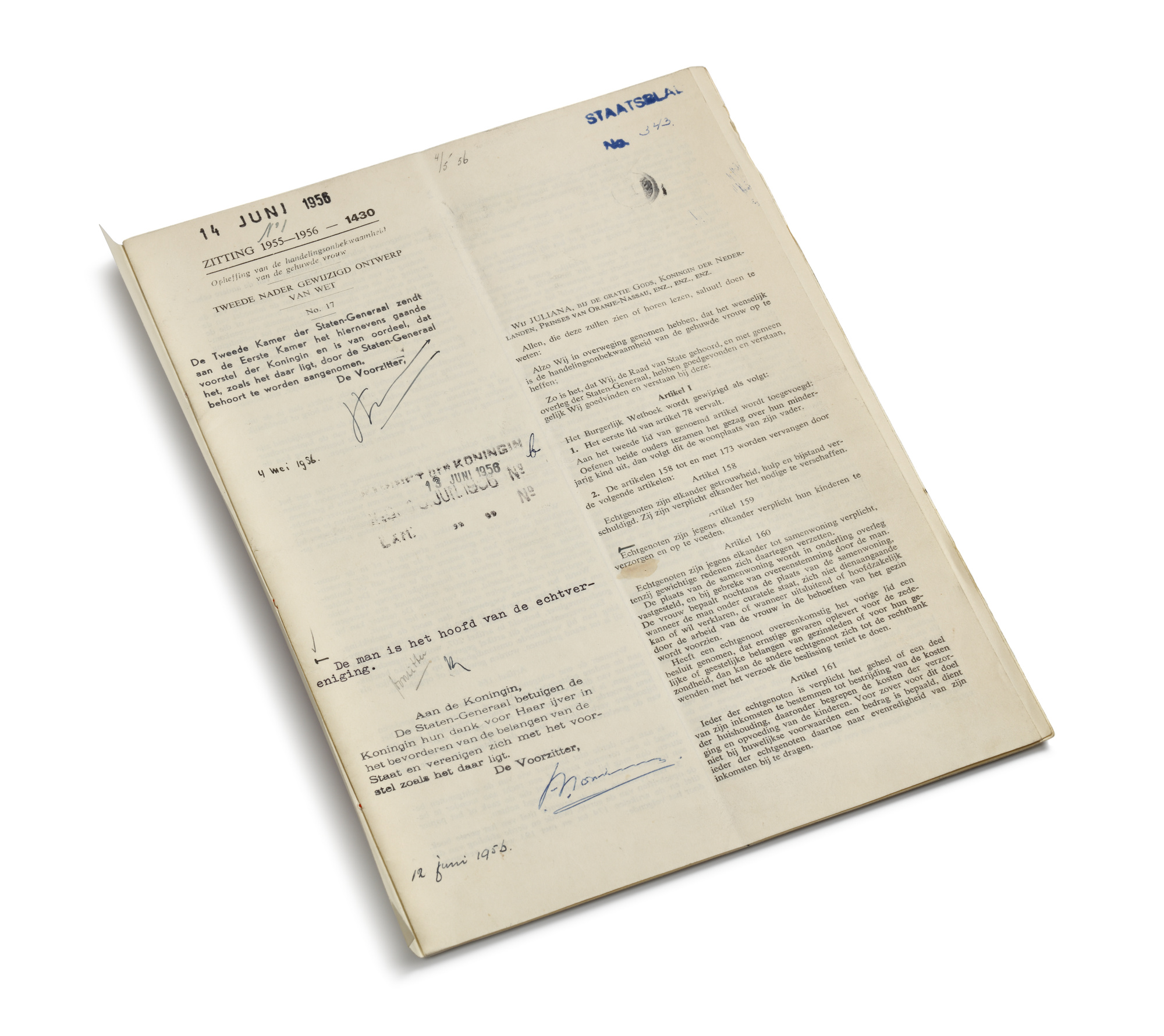
Lex van Forno (1956)

Tendeloo foi fundamental para acabar com o poder conjugal (análogo à cobertura sob a Lei Comum) no Países Baixos. Conforme descrito no código civil de 1838, sob o poder conjugal, as mulheres casadas eram legalmente "incompetentes para agir" (handelingsonbekwaam), semelhante ao status de menores e pessoas com problemas de saúde mental. Isso significava que, em princípio, as mulheres casadas não podiam abrir uma conta bancária, solicitar uma hipoteca ou seguro ou assinar um contrato de trabalho sem a permissão do marido. Na prática, um "consentimento silencioso" (stilzwijgende toestemming) foi assumido para a maioria dos contratos, mas muitas mulheres instruídas achavam sua posição legal inferior humilhante. Leis semelhantes existiam em outros países, muitas vezes por séculos. Em janeiro de 1956, o Ministro da Justiça, Leendert Donker, morreu inesperadamente; Tendeloo instou o primeiro-ministro Willem Drees a nomear Julius Christiaan van Oven por causa das opiniões de van Oven sobre direitos legais iguais para mulheres e homens e cobertura em particular.
Van Oven colocou um princípio básico de competência para agir em votação em fevereiro de 1956, que foi aprovado por 56 a 11 votos. O Comitê de Justiça emendou o projeto de lei adicionando uma frase dizendo "o homem é o chefe do casamento" para aplacar os partidos cristãos sem ter efeito legal. Tendeloo argumentou contra a emenda, dizendo que essa mesma noção era a raiz das questões que a nova legislação estava abordando. No entanto, a emenda foi aprovada com 41 votos a favor e 35 contra. Em maio de 1956, a Câmara aprovou a nova legislação, agora chamada Lex van Oven, sem votação. Tendeloo comemorou, dizendo: "O marido não está mais automaticamente certo sobre tudo e a subordinação da esposa é coisa do passado!". Este debate em maio de 1956, durante o qual Tendeloo disse que parecia que os membros masculinos da Câmara estavam com medo, foi seu último no parlamento. No dia seguinte, ela foi internada no hospital para uma cirurgia nos seis, que ela havia adiado para poder estar no parlamento.

## Morte e legado

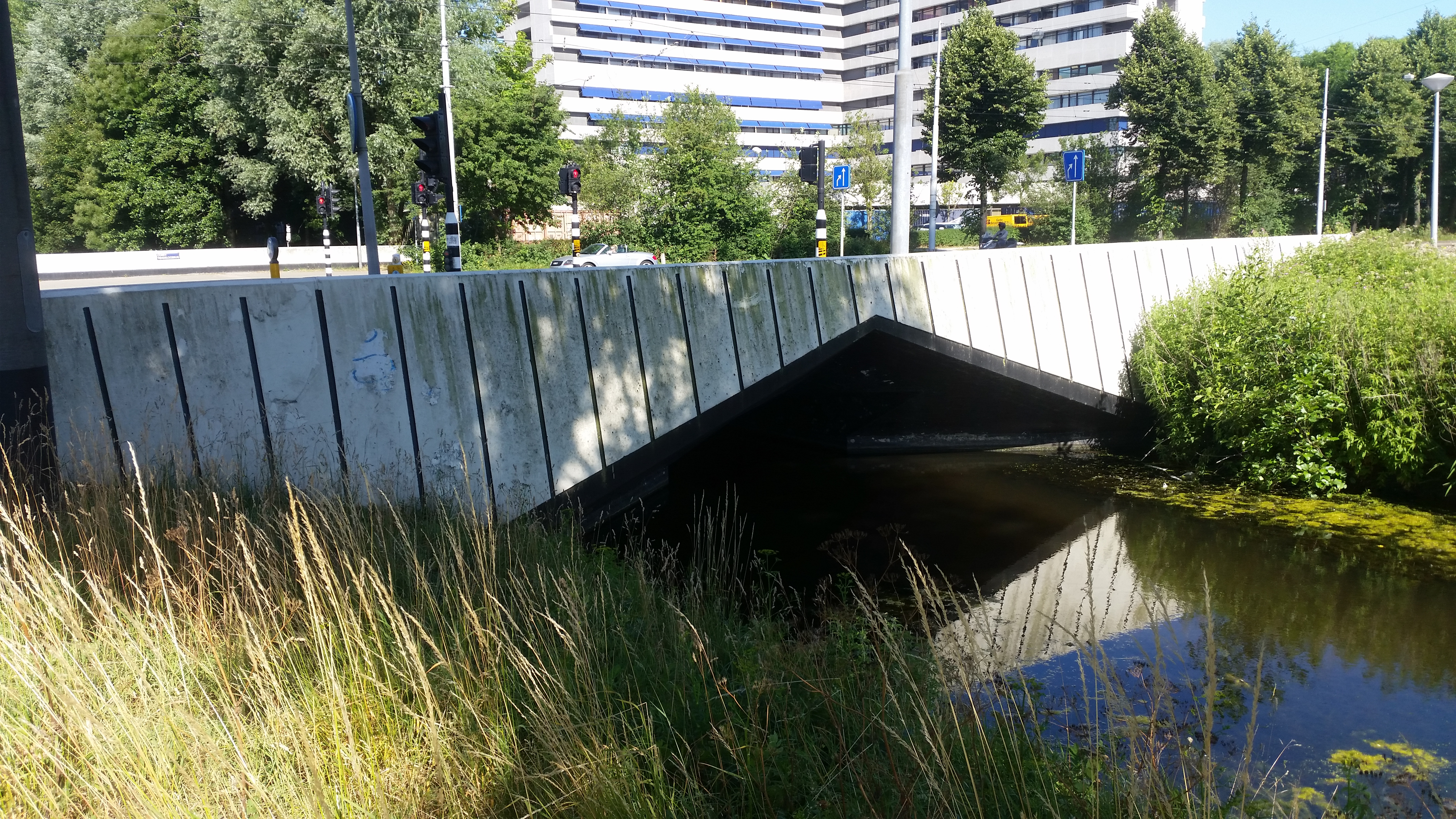
A ponte Tendeloo em Amsterdão

Tendeloo morreu de câncer em 18 de outubro de 1956 na cidade de Wassenaar, antes que qualquer uma de suas moções se tornasse lei. Lex van Oven entrou em vigor em 1.º de janeiro de 1957. Durante o próximo gabinete Drees, em novembro de 1957, a proibição de trabalho para mulheres casadas foi abolida. A frase "O homem é o cabeça do casamento" sobreviveu na lei até 1970. Em 1975, a igualdade salarial tornou-se lei. Tendeloo costumava usar um ditado francês para descrever sua própria abordagem de luta: "Frappez, frappez toujours!", Que se traduz como "Bata e continue batendo!" Merel Ek, do Museu da Democracia, disse que esse espírito incansável foi exemplificado por Tendeloo adiando sua operação para poder debater no parlamento. De acordo com Posthumus-van der Goot, Tendeloo empregou as técnicas que os membros masculinos da Casa usavam: eles geralmente afirmavam primeiro que ouviram com grande interesse o orador e concordavam com o que foi dito, com apenas um acréscimo, e depois seguiam com uma crítica afiada. Tendeloo disse que só poderia ser levada a sério no parlamento se usasse essa técnica.
Tendeloo foi enterrada em Bilthoven no dia 22 de outubro de 1956; seu funeral foi acompanhado por quase todos os membros da Segunda Câmara. Liesbeth Ribbius Peletier, ex-presidente do VVGS e membro do PvdA, elogiou os esforços de Tendeloo e a chamou de "enérgica e implacável lutadora dos direitos das mulheres". Jaap Burger, líder do PvdA House, disse que ela ganhou muito respeito no parlamento. A Hino à Alegria, de Ludwig van Beethoven, foi tocada. Posteriormente, o presidente da Segunda Câmara, Rad Kortenhorst, disse no parlamento que ela havia sido "uma apóstola" com "percepções legais e afiadas"; A primeira-ministra Drees elogiou sua grande dedicação às questões dos direitos das mulheres. A colega do PvdA Rita de Bruin a chamou de "lutadora incansável pelos direitos das mulheres". Algemeen Dagblad a intitulou como "uma das feministas mais capazes e bem-sucedidas" e "honesta e ampla de opinião, sempre oposta à inverdade". Het Parool comentou que deve ter sido uma grande satisfação para ela, pouco antes de morrer, ver a nomeação de Marga Klompé como a primeira ministra de Países Baixos, algo que ela havia exortado Drees a fazer já em 1952.
No restante do século XX, apesar da segunda onda do feminismo nas décadas de 1960 e 1970, Tendeloo foi amplamente esquecida. Mais recentemente, Tendeloo passou a ser vista como uma das poucas que mantiveram o feminismo vivo no Países Baixos entre a primeira e a segunda onda do feminismo. Lilianne Ploumen, membro da Segunda Câmara do PvdA, disse em 2019 que Tendeloo fez mais pelas mulheres do que qualquer primeiro-ministro na época de Tendeloo, acrescentando que era hora de colocar Tendeloo nos livros de história. No mesmo ano, em uma retrospectiva dos movimentos pelos direitos das mulheres, o governo neerlandês a chamou de "manifestante feroz" contra as desigualdades de gênero no código civil. Uma ponte em Amsterdão recebeu seu nome em 2016 e ruas com seu nome podem ser encontradas nas cidades de Arnhem e Deventer. Uma petição virtual para erigir uma estátua em Haia para homenagear Tendeloo foi assinada mais de 18 000 vezes, mas foi interrompida quando a pandemia de COVID-19 nos Países Baixos começou.

## Obras publicadas
- Tendeloo, N. S. C.; Hoek-Van Nieuwkerk, A. J.; Weyers, A. H. (1936). «De oude-dags-voorziening voor werkende vrouwen». Rapport aan het bestuur van de Nederlandsche Bond van Vrouwen werkzaam in Bedrijf en Beroep afd. Amsterdam (em neerlandês). Amsterdam: [s.n.][6]
- Tendeloo, N. S. C.; Boer, J. (1940). De techniek van het vereenigingsleven (em neerlandês). Rotterdam: Nijgh & van Ditmar[6][74]
- Tendeloo, N. S. C. (1946). «De Vrijzinnig-Democratische vrouwen». In:  Pothuis-Smit. Wat deden vrouwen met haar kiesrecht? (em neerlandês). Arnhem: Van Loghum Slaterus. pp. 161–71[6]
- N. S. C. Tendeloo (1946—1956): Parlementaria column in Vrouwenbelangen (revista científica mensal VVGS; em neerlandês).[2]
- Tendeloo, N. S. C. (1949). «Generale preventie» [General prevention]. Socialisme en Democratie (em neerlandês). 6 (12): 749–51[6]